# Фалькенштайн (Фогтланд)
Фалькенштайн (в русской исторической литературе обычно используется название Фалькенштейн; нем. Falkenstein/Vogtl.) — город в Германии, в земле Саксония. Подчинён земельной дирекции Кемниц. Входит в состав района Фогтланд.  Население составляет 8700 человек (на 31 декабря 2010 года). Занимает площадь 31,05 км². Официальный код — 14 1 78 170.
Город подразделяется на 3 городских района.